# Ruta Alpina
Una ruta alpina és un camí o ruta a través de terreny difícil en muntanyes altes com el Alps, de vegades sense cap camí obvi. Als Alps, els clubs Alpins defineixen i marquen una Ruta Alpina (determinada), també anomenada Alpinweg o Alpinwanderweg (ruta de senderisme dels Alps).
De manera més general, el terme s'utilitza per a les rutes de creuament dels Alps, com la ruta Napoleònica i les vies romanes que travessaven el Alps en temps antics. També s'utilitza per descriure rutes (camins, carreteres i vies de ferrocarrils) en altres muntanyes amb condicions semblants a les alpines.

## Descripció
Normalment, les rutes alpines ni es construeixen ni es mantenen. Van generar-se pel fet de ser utilitzades tradicionalment durant anys o dècades. Ocasionalment, seccions perilloses i exposades poden ser equipades amb protecció com cables d'acer, cadenes, ajuts pel ràpel i empernaments. Això és mantingut a un mínim ("die absolute Ausnahme", excepció absoluta), tant per a la preservació del medi ambient com per a evitar problemes de responsabilitat pels qui instal·len els dispositius. L'Escalador Paul Preuss va escriure un article el 1911 sobre l'ús d'ajuts artificials en les rutes alpines (com els pitons), en el seu assaig " Ajudes artificials a les rutes alpines ".
Als Alps, els clubs Alpins marquen les seves designades "Rutes Alpines " en blau i blanc. A Àustria i Alemanya els senyals són en blau-blanc-blau, a Suïssa els senyals de l'anomenat Ruta dels colls alpins ("Alpinwanderwege") estan pintats en blanc-blau-blanc. De vegades les rutes no tenen cap senyal, només fites "Steinmandl" (petit home de pedra), que marquen el camí. Algunes rutes requereixen habilitats d'escalada de nivells menors de dificultat (I i II segons l'associació UIAA).
Per fer les rutes alpines, els escaladors necessiten aptitud física i un bon equip, peu ferm, i en algunes rutes també una capacitat per a suportar les altituds. També necessiten un bon sentit de l'orientació i saber utilitzar mapes i brúixola. Si no tenen experiència alpina, haurien d'utilitzar un guia de muntanya. La roba ha de ser resistent a la intempèrie. Algunes rutes requereixen material d'escalada, com cordes i piolets, alguns fins i tot necessiten grampons. És de cabdal importància verificar la previsió del temps i les condicions de la ruta anticipadament.
Les rutes alpines són classificades segons sistemes diferents depenent del país. A Suïssa, un Alpinwanderweg és un camí de senderisme marcat pel grau més alt grau de dificultat d'acord amb els graus de dificultat del Club Alpí Suís.

## Història
La primera via romana que connectà la península itàlica amb el que avui és Alemanya fou la Via Clàudia Augusta, completada vers els anys 46–47 dC., des de Verona al Reschen Pass, la vall del riu Inn i el Fern Pass fins a Augusta Vindelicorum, avui Augsburg. El pas més antic dels Alps Occidentals és el Coll del Gran Sant Bernat, d'un ús tant antic com l'Edat de Bronze i que mostra els rastres d'una via romana. Napoleó va travessar el Alps per aquest camí el maig de 1800 en iniciar la invasió d'Itàlia, fet que va ser representat en una vista molt idealitzada (amb un cavall rampant) per Jacques-Louis David en el seu retrat eqüestre: Napoleon Travessant els Alps i, una mica menys idealitzat, per Hyppolyte Delaroche a Bonaparte Travessant els Alps.

## Exemples notables
- Ruta dels colls alpins
- Parc provincial Garibaldi
- Parc provincial Valhalla
- Congost de Vratsa

## Galeria d'imatges

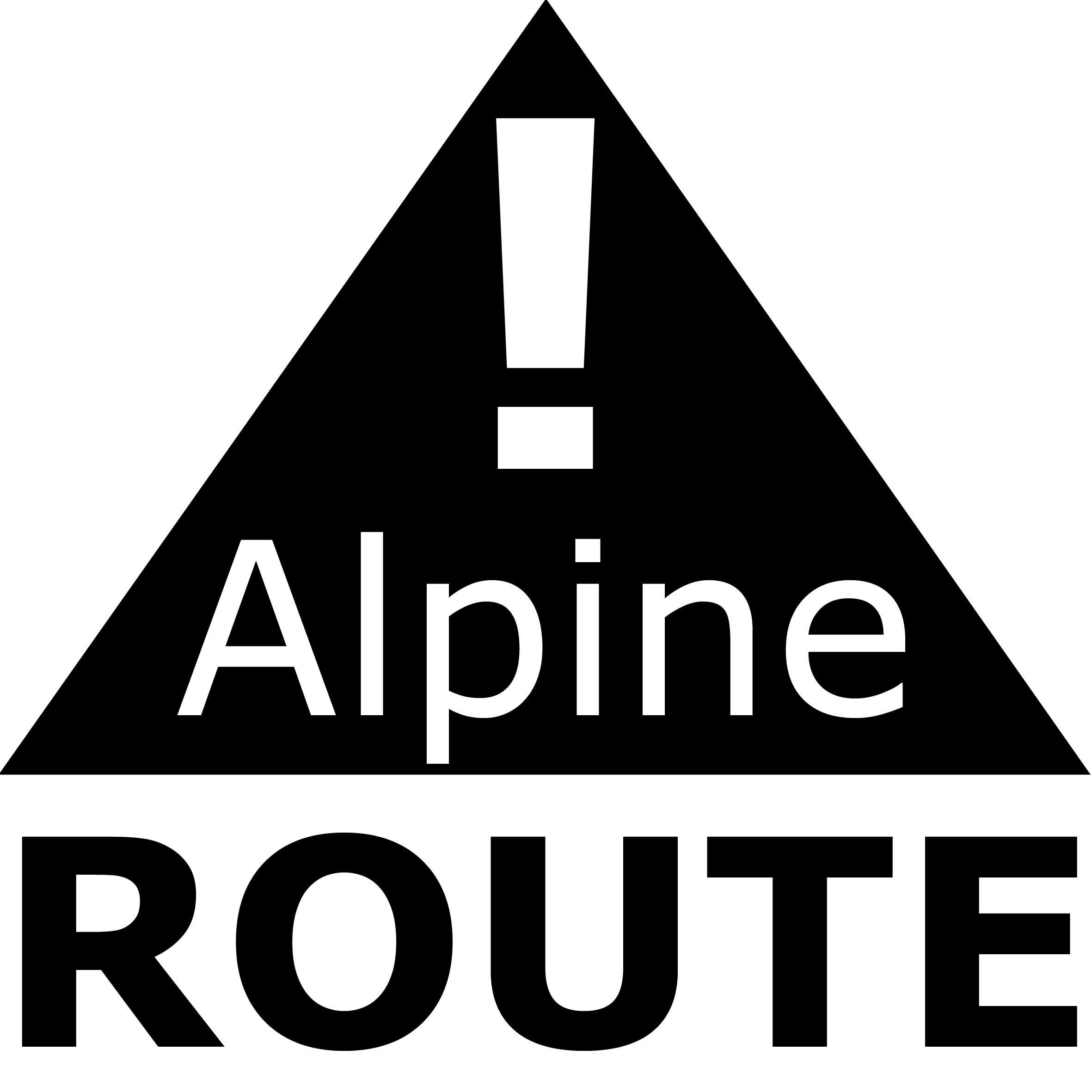
Senyal marcant les rutes Alpines pels clubs Alpins
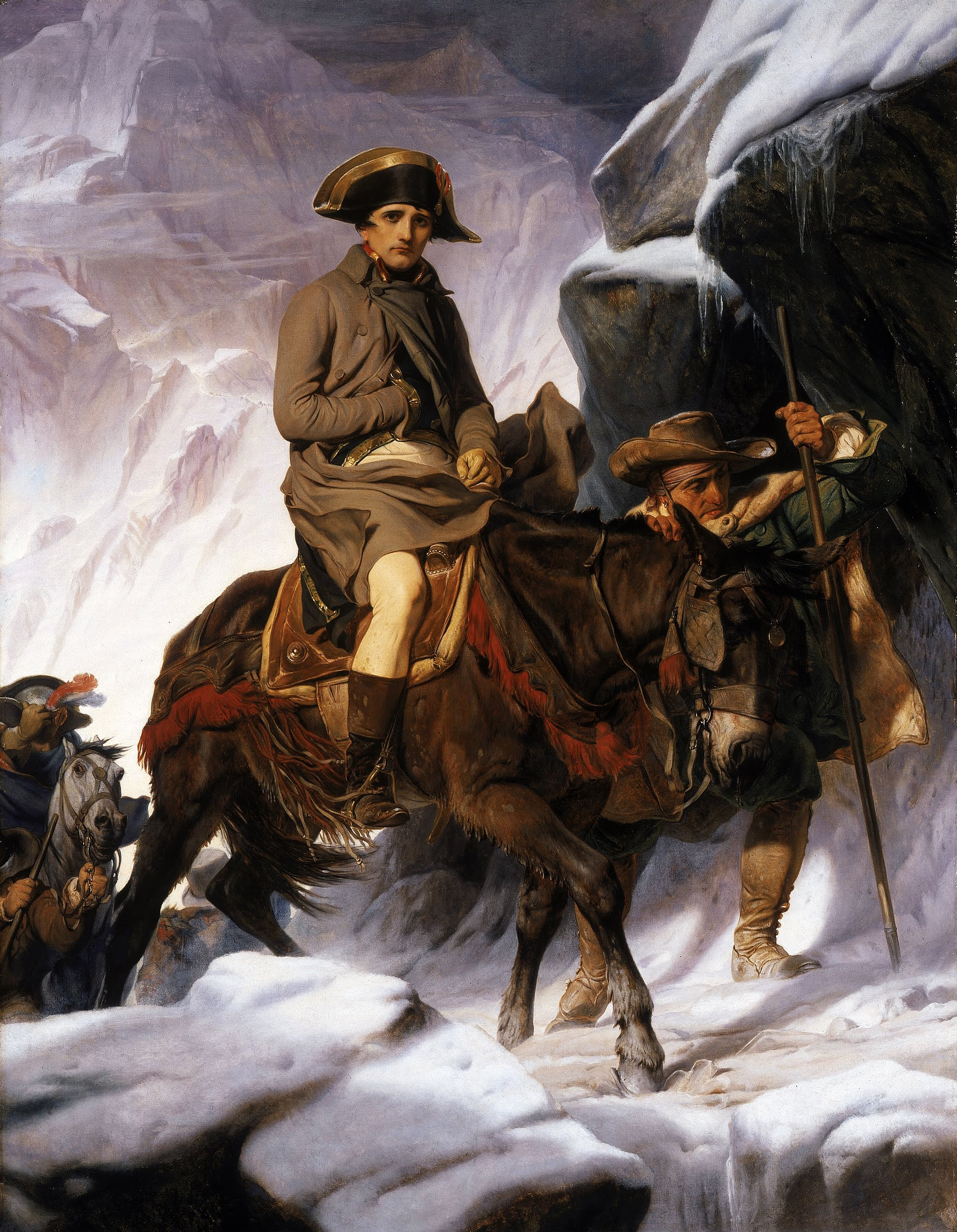
Bonaparte travessant els Alps (Paul Delaroche)
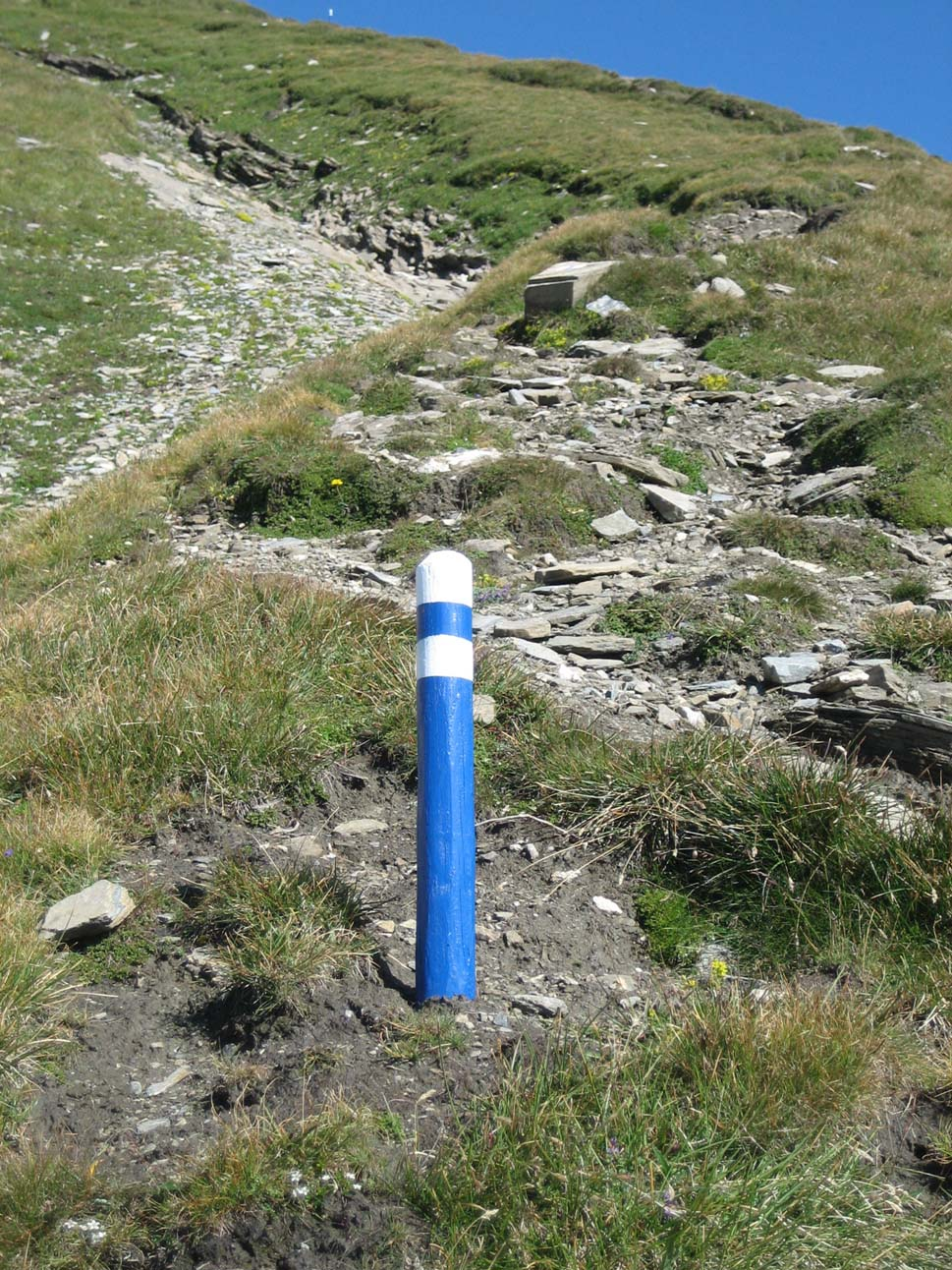
Senyal en la Ruta Alpina a Piz Uccello, Suïssa
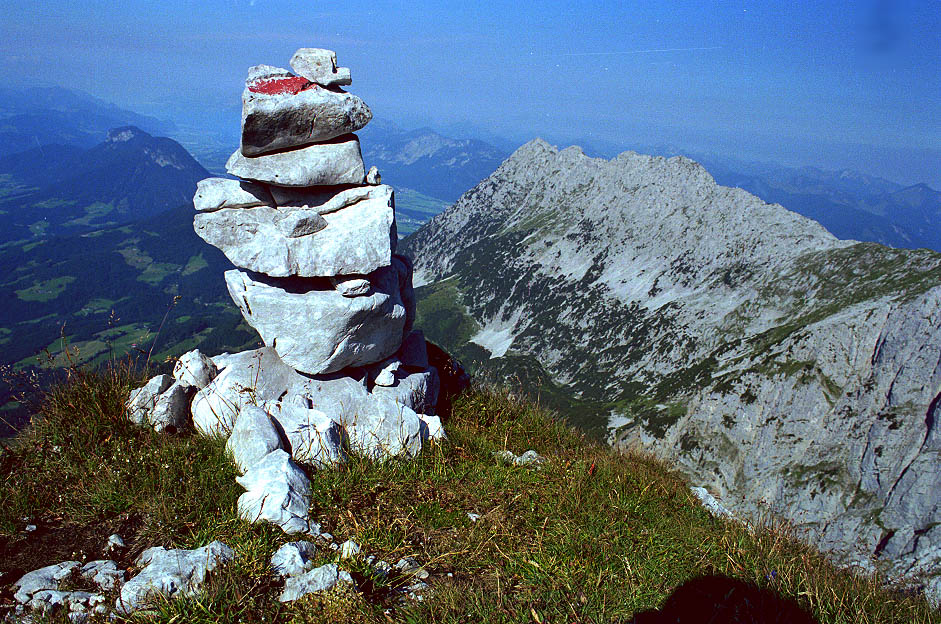
Cairn En el Treffauer
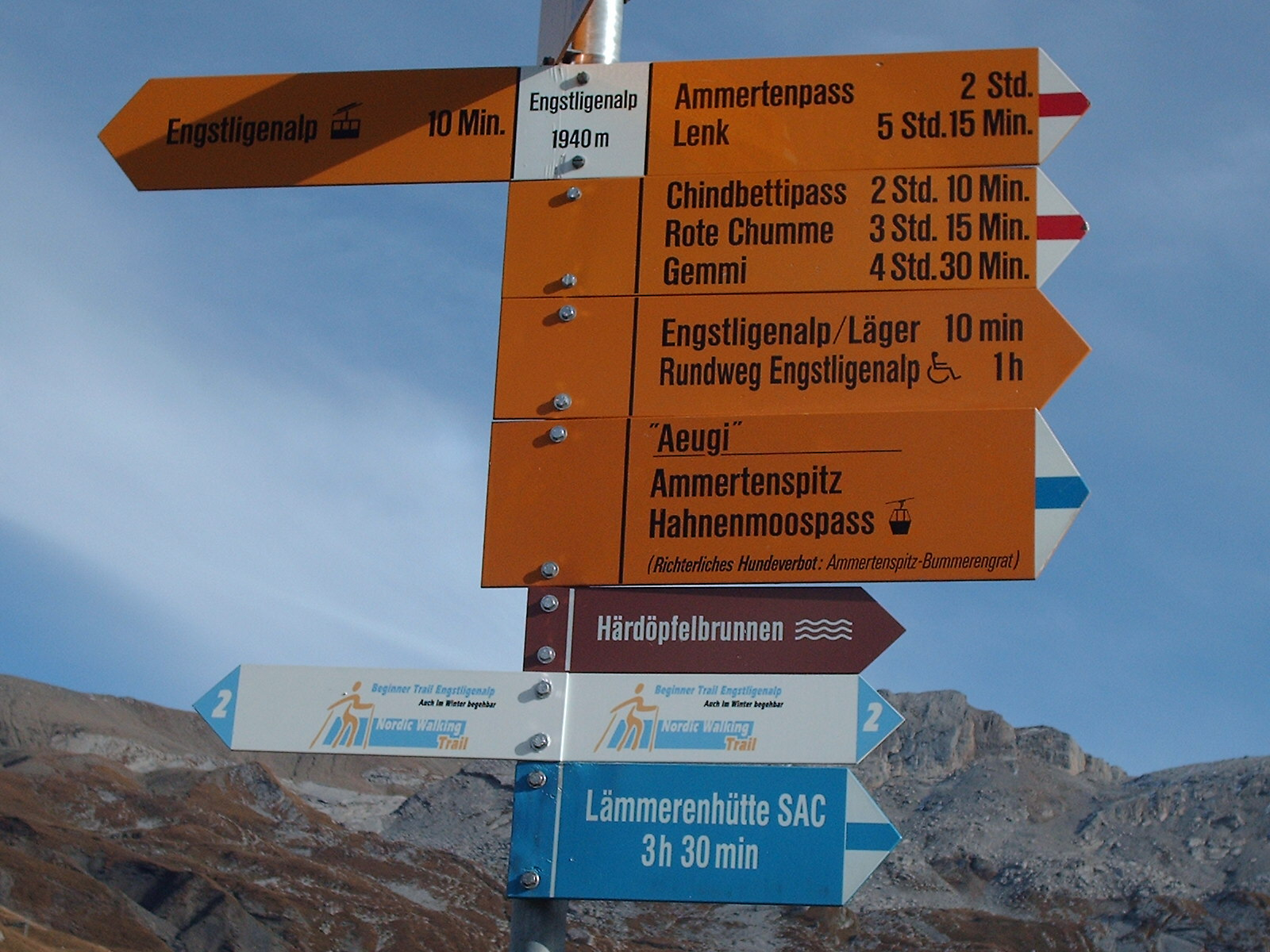
Senyals suïssos de senderisme en groc-Camí de muntanya: en blanc-vermell-blanc, i Ruta Alpina: en blanc-blau-blanc.